# Raoul Wallenberg Traditional High School
Raoul Wallenberg Traditional High School är ett gymnasium ("high school") i San Francisco, Kalifornien, USA. Det grundades 1981 för att hedra den svenska diplomaten Raoul Wallenberg.